# 山城町小川谷
山城町小川谷（やましろちょうおがわだに）は、徳島県三好市の町名。2021年（令和3年）2月28日現在の人口は67人、世帯数は36世帯。郵便番号は779-5332。

## 地理
三好市の西部に位置。西は山城町茂地・山城町上山、南は山城町平野、東は山城町大野、北は銅山川を挟んで山城町大月とそれぞれ接する。北は銅山川が境界をなし、川に並行して国道319号が東西に通っている。

### 河川
- 銅山川

## 歴史
- 2006年（平成18年）3月1日 - 三好郡山城町が三野町・池田町・井川町・東祖谷山村・西祖谷山村と合併して三好市が発足し、現在の町名となる。

## 世帯数と人口
2021年（令和3年）12月31日現在の世帯数と人口は以下の通りである。
| 町丁         | 世帯数 | 人口 |
| ------------ | ------ | ---- |
| 山城町小川谷 | 36世帯 | 67人 |

## 小・中学校の学区
市立小・中学校に通う場合、学区は以下の通りとなる。
| 番地 | 小学校             | 中学校             |
| ---- | ------------------ | ------------------ |
| 全域 | 三好市立山城小学校 | 三好市立山城中学校 |

## 施設
- 出雲神社

## 交通

### 鉄道
- 最寄駅はJR土讃線の阿波川口駅。

### 道路
国道
- 国道319号